# Rytmisk gymnastik
Rytmisk gymnastik tager udgangspunkt i det enkelte menneskes bevægelser tilsat musik. Der er tale om kropsbevægelser, balancer, hop og springkombinationer med eller uden håndredskaber. Håndredskaberne er: bold, tøndebånd, tov, køller og vimpel. Et tøndebånd er en lidt tungere hulahopring.
Rytmisk Gymnastik omfatter forskellige discipliner: 
- Grand Prix Gymnastik en national konkurrenceform for piger i en gruppe m/u redskaber. Der konkurreres i 2 serier.
- Rytmisk Sportsgymnastik, en olympisk disciplin, hvor der primært arbejdes med håndredskaber og er for piger både individuel og gruppe.
- Æstetisk gruppegymnastik, en international konkurrence for både GPR og RSG gymnaster.